# 2009年大西洋颶風季
2009年大西洋颶風季泛指在2009年全年內的任何時間，於大西洋水域所產生的熱帶氣旋。雖然有關方面並沒有設下本颱風季的指定期限，但大部份於大西洋的熱帶氣旋通常都會於五月至十二月期間形成。本季的第一個被聯合颱風警報中心升格的熱帶氣旋在5月28日形成，而第一個被命名的風暴熱帶風暴 Ana 則在8月11日被聯合颱風警報中心升為熱帶風暴。

## 熱帶氣旋
自本年度颶風季開始以來，本颶風季總共產生了11個熱帶氣旋。

## 2009年風暴名單
下面的名字將被用於2009年在北大西洋形成而又被命名的風暴。如果有退役名稱的話，將由世界氣象組織在2009年春天宣布。在這個名單中未退役的名字將在2015年的風季中再次使用。這是與2003年風季使用的名單大致相同。黑色體字表示今年已經使用過，黑色粗體名稱則表示該風暴活躍中，未使用之名字則以灰色字體表示，橙色表示下一個將會使用的名稱。
| - Ana - Bill - Claudette - Danny - Erika - Frederic - Grace | - Henri - Ida - Joaquin（未用） - Kate（未用） - Larry（未用） - Mindy（未用） - Nicholas（未用） | - Odette（未用） - Peter（未用） - Rose（未用） - Sam（未用） - Teresa（未用） - Victor（未用） - Wanda（未用） |

## 颶風季影響
以下圖表顯示了2009年大西洋颶風季的所有熱帶氣旋以及它們的登陸資料(如有)。在括號內的死亡人數屬於非直接，但仍與風暴有關的死亡。所有破壞及死亡數字都包括風暴在擾動及溫帶氣旋階段時的資料。
| 萨菲尔-辛普森飓风风力等级 |    |    |    |    |    |    |
| TD                        | TS | C1 | C2 | C3 | C4 | C5 |

| 一       | 5月28至29日     | 热带低气压 | 35（55）   | 1006 | 北卡羅萊納州                                                                             | 0     | 0 |  |
| 安娜     | 8月11至16日     | 热带风暴   | 40（65）   | 1003 | 小安的列斯群島、波多黎各、伊斯帕尼奧拉島、古巴、巴哈馬                                   | 很小  | 0 |  |
| 比尔     | 8月15至24日     | 四级飓风   | 130（215） | 943  | 背風群島、波多黎各、伊斯帕尼奧拉島、美國東岸、百慕大、加拿大大西洋省份（紐芬蘭島）、歐洲 | 46.2  | 2 |  |
| 克劳德特 | 8月16至18日     | 热带风暴   | 60（95）   | 1005 | 美國東南部（佛羅里達州）                                                                 | 0.228 | 2 |  |
| 丹尼     | 8月26至29日     | 热带风暴   | 60（95）   | 1006 | 北卡羅萊納州、美國東北部、加拿大大西洋省份                                               | 很小  | 1 |  |
| 埃里卡   | 9月1至3日       | 热带风暴   | 50（85）   | 1004 | 小安的列斯群島、波多黎各、多明尼加                                                       | 0.033 | 0 |  |
| 弗雷德   | 9月7至12日      | 三级飓风   | 120（195） | 958  | 佛得角                                                                                   | 0     | 0 |  |
| 八       | 9月25至26日     | 热带低气压 | 35（55）   | 1008 | 無                                                                                       | 0     | 0 |  |
| 格雷斯   | 10月4至6日      | 热带风暴   | 65（100）  | 986  | 亞速爾群島、葡萄牙、不列顛群島                                                           | 很小  | 0 |  |
| 亨利     | 10月6至8日      | 热带风暴   | 50（85）   | 1005 | 無                                                                                       | 0     | 0 |  |
| 艾達     | 11月4至10日     | 二级飓风   | 105（165） | 975  | 中美洲（尼加拉瓜）、開曼群島、尤卡坦半島、古巴、美國東南部                               | 11.3  | 4 |  |
| 季节总结 |                 |            |            |      |                                                                                          |       |   |  |
| 11个气旋 | 5月28至11月10日 |            | 135（215） | 943  |                                                                                          | ~57.8 | 9 |  |

## 內部連結
- 2009年太平洋颱風季
- 2009年太平洋颶風季
- 2009年北印度洋氣旋季
- 2008－2009年西南印度洋熱帶氣旋季
- 2008－2009年澳洲地區熱帶氣旋季
- 2008－2009年南太平洋熱帶氣旋季
- 2009－2010年西南印度洋熱帶氣旋季
- 2009－2010年澳洲地區熱帶氣旋季
- 2009－2010年南太平洋熱帶氣旋季